# 빌 휴렛
윌리엄 레딩턴 "빌" 휴렛(영어: William Redington "Bill" Hewlett, 1913년 5월 20일~2001년 1월 12일)은 미국의 기업가이자 휴렛 팩커드의 공동 설립자이다.